# Patricia Norris
Pour les articles homonymes, voir Norris.
Patricia Norris, née le 22 mars 1931 et morte le 20 février 2015, est une costumière et chef décoratrice américaine.

## Filmographie
- 1975 : The Master Gunfighter
- 1978 : Capricorn One
- 1978 : Les Moissons du ciel
- 1980 : Elephant Man
- 1982 : Victor Victoria
- 1983 : Scarface
- 1984 : 2010 : L'Année du premier contact
- 1986 : Blue Velvet
- 1987 : La Veuve noire (Black Widow)
- 1988 : Meurtre à Hollywood
- 1999 : Une histoire vraie
- 2007 : L'Assassinat de Jesse James par le lâche Robert Ford
- 2012 : Cogan: Killing Them Softly
- 2013 : Twelve Years a Slave

## Récompenses et nominations
- 1979 : nomination à l'Oscar de la meilleure création de costumes pour Les Moissons du ciel
- 1981 : nomination à l'Oscar de la meilleure création de costumes pour Elephant Man
- 1983 : nomination à l'Oscar de la meilleure création de costumes pour Victor Victoria
- 1985 : nomination à l'Oscar de la meilleure création de costumes pour 2010 : L'Année du premier contact
- 1989 : nomination à l'Oscar de la meilleure création de costumes pour Meurtre à Hollywood
- 2011 : Lifetime Achievement Award des Art Directors Guild Awards
- 2014 : nomination à l'Oscar de la meilleure création de costumes pour Twelve Years a Slave